# Cornélio de Antioquia
Cornélio de Antioquia foi bispo de Antioquia entre 127 e 151 ou 154 d.C., sucessor de Herodião na Igreja de Antioquia, segundo Eusébio de Cesareia. Ele foi o primeiro líder cristão a ter um nome aristocrático romano.